# Вайснауслиц

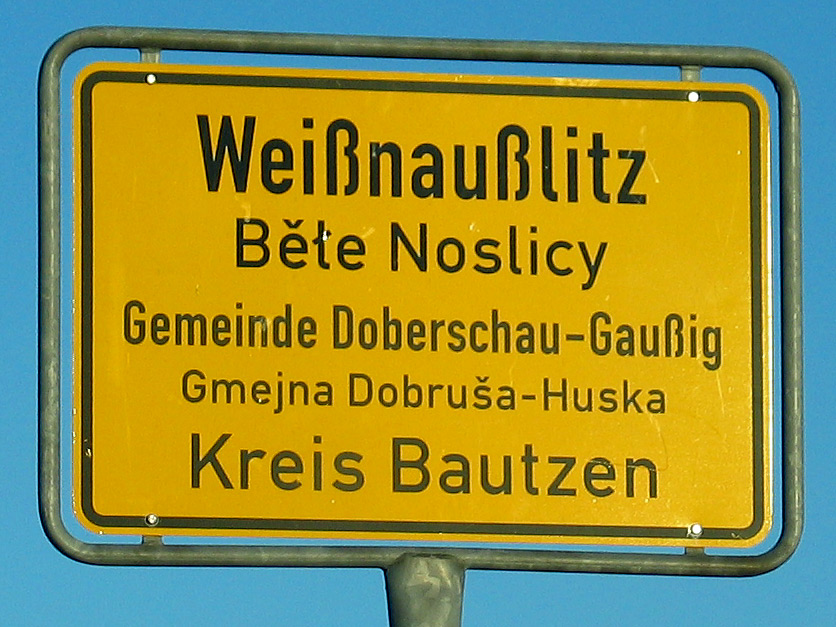
Двуязычный дорожный знак

Вайснауслиц или Бе́ле-Но́слицы (нем. Weißnaußlitz; в.-луж. Běłe Noslicy) — деревня в Верхней Лужице, Германия. Входит в состав коммуны Добершау-Гаусиг района Баутцен в земле Саксония. Подчиняется административному округу Дрезден.

## География
Граничит с деревнями Нове-Дружкецы (Nowe Družkecy, Neu-Drauschkowitz) на севере, Гнашецы (Hnašecy, Gnaschwitz) на северо-востоке, Дречин (Drječin, Dretschen) на юге и Кочица (Kočica, Katschwitz) на западе. На юге-востоке от деревни находится холм Tschelentsy (Ćeleńc — Челеньц) высотой 367 метров.

## История
Впервые упоминается в 1317 году под наименованием Ноцедлич (Nozzedlicz).
С 1936 по 1994 года деревня входила в состав коммуны Гнашвиц. С 1994 по 1999 года — в состав коммуны Гнашвиц-Добершау. С 1999 года входит в состав коммуны Добершау-Гаусиг.
В настоящее время деревня входит в состав культурно-территориальной автономии «Лужицкая поселенческая область», на территории которой действуют законодательные акты земель Саксонии и Бранденбурга, содействующие сохранению лужицких языков и культуры лужичан.

## Население
Согласно статистическому сочинению «Dodawki k statisticy a etnografiji łužickich Serbow» Арношта Муки в 1884 году проживало 132 человека (из них — 97 серболужичан (73 %)).
Официальным языком в населённом пункте, помимо немецкого, является также верхнелужицкий язык.
| 1600 | 1777 | 1834 | 1871 | 1884 | 1890 | 1910 | 1925 | 2011 |
| ---- | ---- | ---- | ---- | ---- | ---- | ---- | ---- | ---- |
| 10   | 3    | 108  | 130  | 132  | 133  | 130  | 137  | 76   |